# Dihammaphora pusilla
Dihammaphora pusilla är en skalbaggsart som beskrevs av Bates 1870. Dihammaphora pusilla ingår i släktet Dihammaphora och familjen långhorningar. Inga underarter finns listade i Catalogue of Life.